# Пума (сленг)
Пума (англ. Cougar) — сленговий вираз щодо жінки, яка шукає романтичних або сексуальних стосунків зі значно молодшими чоловіками.

## Термінологія та вік
Походження слова «пума» як сленгового терміна обговорюється, але вважається, що воно походить із Західної Канади та вперше з'явилося у друку на канадському веб-сайті знайомств Cougardate.com, можливо, ще 1999 року. Також було зазначено, що він «виник у Ванкувері, Британська Колумбія, як приниження для літніх жінок, які ходили до барів і поверталися додому з тими, хто залишався наприкінці ночі». Хоча, як і у випадку з багатьма колишніми принизливими термінами, останніми роками було докладено все більше зусиль, щоб зробити «повторне привласнення» цього терміна.
Термін по-різному застосовувався до жінок середнього віку, які вступають у романтичні чи сексуальні стосунки з чоловіками на 10-15 років молодшими за них.
Іноді сленговий термін «пума» (сам по собі буквальний синонім пуми) використовується для позначення жінки у віці до 40 років, яка вважає за краще зустрічатися зі значно молодшими чоловіками.

## В історії
«Феномен пуми», як його називають, часто асоціюється з сучасними гламурними знаменитостями, такими як Мадонна, Сем Тейлор-Джонсон і Демі Мур. Проте стверджується, що тенденція зустрічей впливових жінок з молодшими чоловіками поширюється набагато далі в історію, аж до відомих постатей, зокрема Клеопатри, Катерини ІІ та Єлизавети I.
Раса фон Вердер, також відома як Келлі Евертс, стала самопроголошеною пумою та фотографкою молодих чоловіків у свої останні роки в університетському містечку Бінгемтон, штат Нью-Йорк, і його околицях. В Бінгемтонському університеті вона брала інтерв'ю та кілька разів була представлена на першій сторінці студентської газети. Вона багато написала про свій досвід, а також про загальне соціальне явище в кількох книгах, у тому числі «Стара жінка, молодий чоловік: чому вони належать разом», частини I та II (2011 та 2019 відповідно), а нещодавно в «Заклинателька чоловіків: Як старша леді підхоплює молодих чоловіків на секс» (2024).

## У медіа
Концепція пуми все частіше використовується в телешоу, рекламі та кіно. Барні Стінсон у телешоу «Як я зустрів вашу маму» використав цей термін 2006 року. Цій темі був присвячений фільм 2007 року «Клуб пум». Навесні 2009 року TV Land транслювала «Пума», реаліті-серіал, у якому старша жінка вибирала побачення з 20-ма молодшими чоловіками. Подібним чином, Extreme Cougar Wives була спеціальним реаліті-шоу, яке 2012 року транслювалося на TLC. Воно розповідала про кількох жінок та їхні подорожі, які зустрічалися з молодшими чоловіками. Ситком 2009 року Cougar Town спочатку досліджував труднощі та стигму так званих пум. У «Випускник» (1967) одружена мати переслідує набагато молодшого чоловіка (у фільмі 21 рік). У мильній опері «Дні нашого життя» персонажка Єва Донован — пума, яка спить із набагато молодшим Джей Джей Деверо.

## Дослідження феномену
Британське психологічне дослідження 2010 року, опубліковане в Evolution and Human Behavior, засвідчило, що чоловіки та жінки під час пошуку партнерів загалом продовжують дотримуватись традиційних гендерних ролей, і таким чином дійшло висновку, що передбачуваного «феномену пуми» не існує, або, точніше, існує, але зустрічається рідко. Дослідження показало, що більшість чоловіків віддають перевагу молодшим, фізично привабливим жінкам, тоді як більшість жінок, будь-якого віку, віддають перевагу успішним, визнаним чоловікам свого віку або старшим. Дослідження виявило дуже мало випадків, коли літні жінки переслідували набагато молодших чоловіків, і навпаки. Однак дослідження було розкритиковане за обмеження результатів профілями онлайн-знайомств, які традиційно не використовуються тими, хто шукає старших чи молодших партнерів, і за виключення США з дослідження.